# Vuelo 855 de Air India
El vuelo 855 de Air India fue un vuelo de pasajeros programado que se estrelló durante la noche del Día de Año Nuevo de 1978 a unos 3 km (1,9 mi) de la costa de Bombay (ahora Mumbai, en la India). Los 213 pasajeros y la tripulación a bordo murieron. 
Se cree que el choque se debió a que el capitán se había desorientado espacialmente después de que fallara uno de los instrumentos de vuelo de la cabina. Fue el accidente aéreo más letal de Air India hasta el atentado del vuelo 182 de Air India en 1985. También fue el accidente aéreo más letal de la India hasta la colisión aérea de Charkhi Dadri en 1996. Hoy en día el vuelo 855 es el tercer accidente aéreo más letal ambas categorías, superado también por el Vuelo 171 de Air India en 2025. 
Fue el desastre aéreo más grave de 1978.

## Accidente

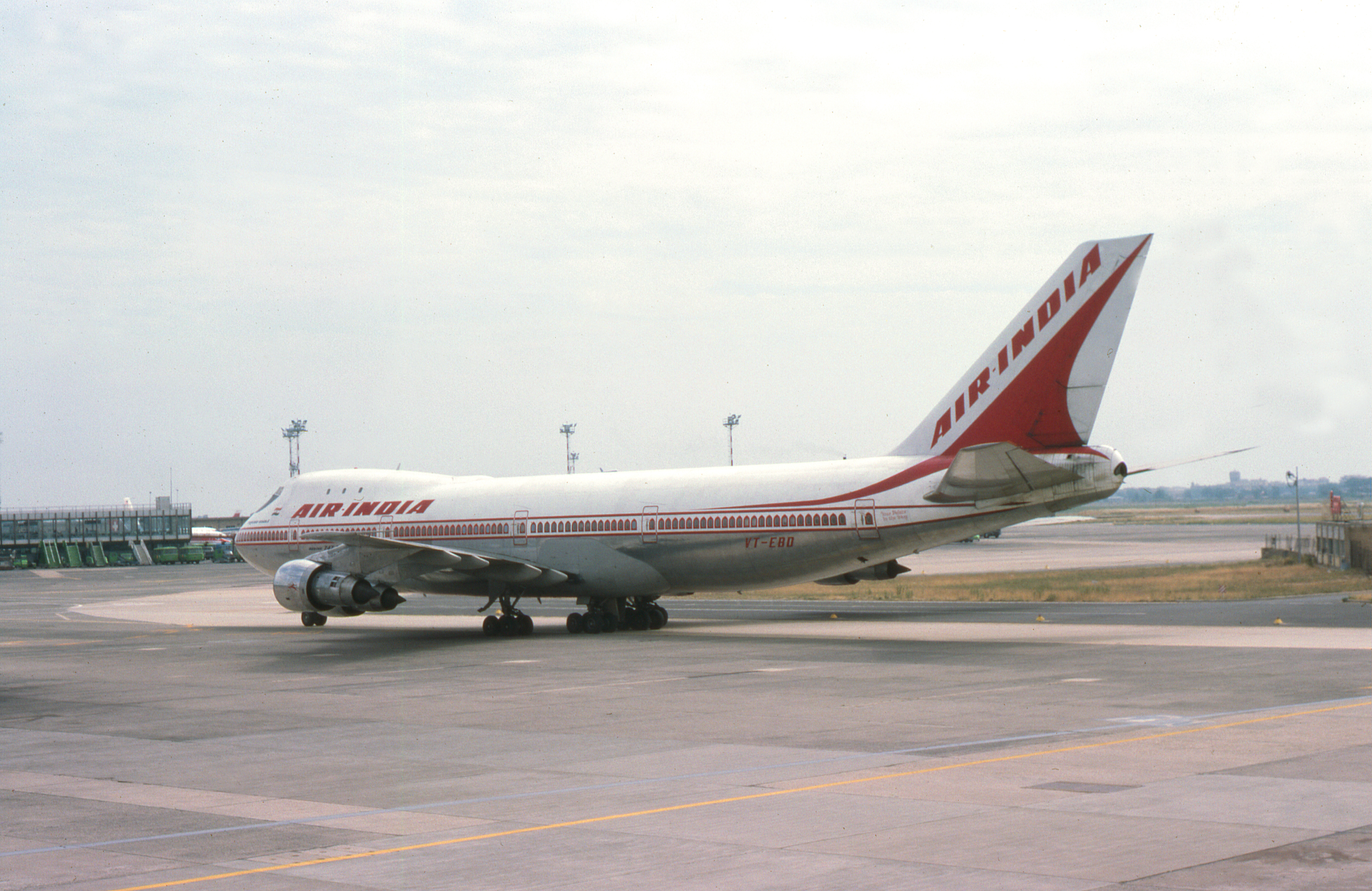
El Boeing 747 "Emperor Ashoka" accidentado, imagen de 1973.

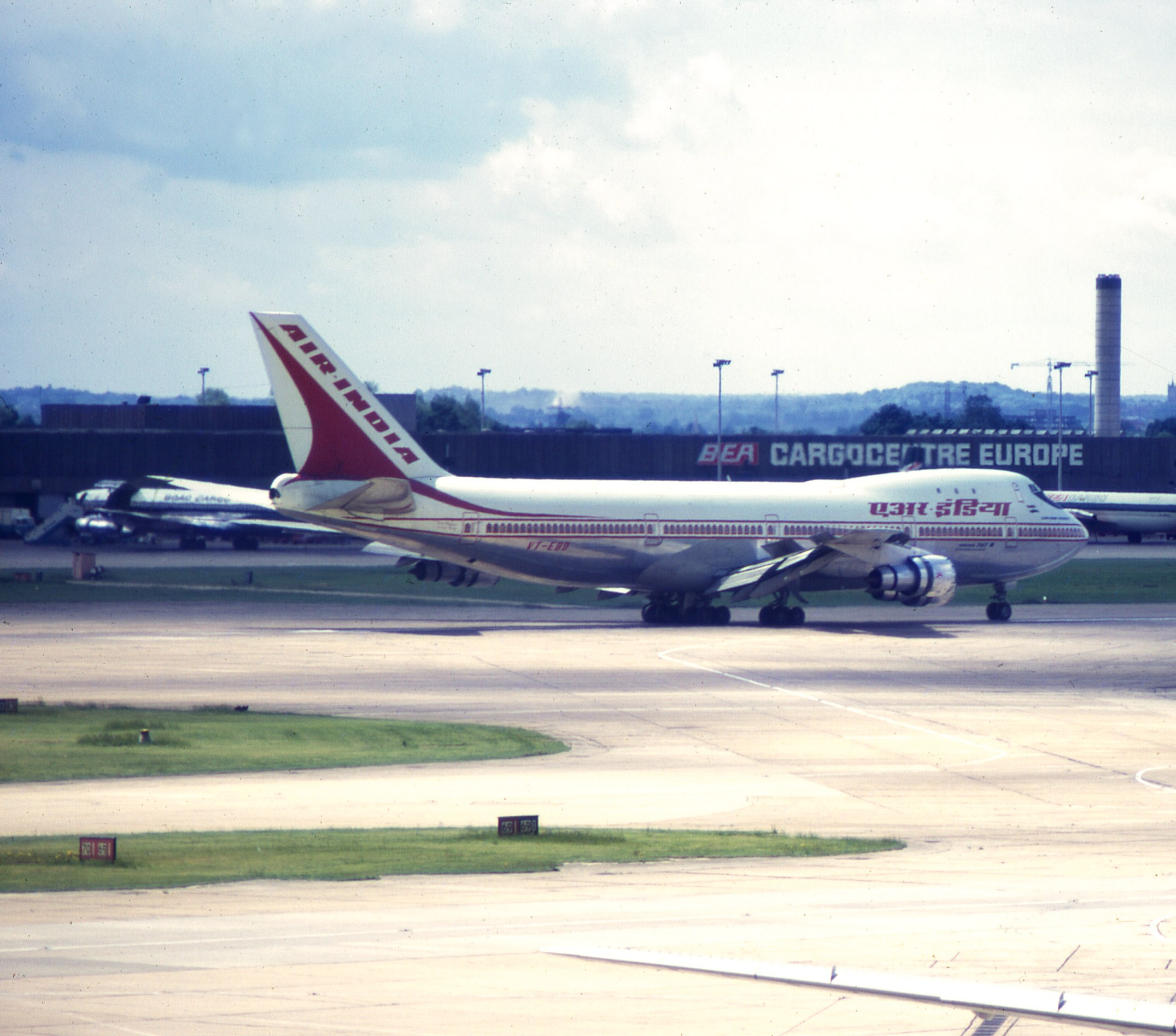
El avión accidentado, fotografiado en 1972.

El avión partió del Aeropuerto de Santa Cruz de Bombay (más tarde Aeropuerto de Sahar, ahora llamado Aeropuerto Internacional Chhatrapati Shivaji Maharaj). El destino era el Aeropuerto Internacional de Dubái. Aproximadamente un minuto después del despegue de la pista 27, el capitán Kukar hizo un giro a la derecha programado al cruzar la costa de Bombay sobre el mar Arábigo, después de lo cual el avión regresó brevemente a una posición de nivel normal. Pronto comenzó a rodar a la izquierda, y nunca recuperó el vuelo nivelado.
La grabadora de voz de la cabina del piloto recuperada de los restos reveló que el capitán Kukar fue el primero en darse cuenta de un problema cuando dijo: "¿Qué ha pasado aquí, mis instrumentos ..." El capitán estaba explicando que su indicador de actitud (AI) se había "derrocado" , lo que significa que todavía estaba mostrando el avión en una orilla derecha. El primer oficial Virmani, cuya AI presumiblemente funcional ahora mostraba una orilla izquierda (y no notaba la preocupación del capitán), dijo: "La mía también se ha derrumbado, se ve bien". Esto indicó que su IA también fue derribada, pero hay cierta creencia de que el Capitán tomó esto equivocadamente para decir que ambas AI primarias estaban indicando un banco derecho. Fue después de la puesta del sol y el avión estaba volando sobre un Mar Arábigo oscuro, dejando a la tripulación no capaz de verificar visualmente las lecturas de sus instrumentos de IA con el horizonte real fuera de las ventanas de la cabina.
El Boeing 747 tenía una tercera IA de respaldo en el panel de instrumentos del centro entre los dos pilotos, y las transcripciones de la conversación en la cabina de mando mostraron al ingeniero de vuelo Faria diciéndole al capitán: "No sigas con eso, no sigas con eso. .. "tratando de dirigir su atención hacia esa tercera IA, o tal vez hacia otro instrumento llamado el giro y el indicador de banco, solo cinco segundos antes de que el avión impactara en el mar.
La percepción errónea del capitán de la actitud de la aeronave lo llevó a utilizar el sistema de control de vuelo de la aeronave para agregar más banco izquierdo y timón izquierdo, lo que provocó que el Boeing 747 girara más a la izquierda en un banco de 108 grados y perdiera rápidamente la altitud. Apenas 101 segundos después de salir de la pista, el avión chocó contra el mar Arábigo en un ángulo aproximado de 35 grados. No hubo supervivientes entre los 190 pasajeros y 23 miembros de la tripulación.

## Aeronave y tripulación
El avión involucrado era un Boeing 747-237B de 6 años y 10 meses, registro VT-EBD, llamado "Emperor Ashoka". Fue el primer 747 entregado a Air India, en abril de 1971. La tripulación de vuelo estaba formada por las siguientes personas:
- El capitán era Mandan Lal Kukar, de 51 años. Se había unido a Air India en 1956 y tenía experiencia, con 18 000 horas de vuelo.
- El primer oficial fue Indu Virmani, de 42 años, excomandante de la Fuerza Aérea que se unió a Air India en 1976. Tenía 4000 horas de vuelo.
- El ingeniero de vuelo, Alfredo Faria, de 53 años, se unió a Air India en 1955 y tenía 11 000 horas de vuelo, lo que lo convirtió en uno de los ingenieros de vuelo más importantes de Air India en el momento del accidente.[3]

## Investigación
Los restos parcialmente recuperados no revelaron evidencia de explosión, incendio ni falla eléctrica o mecánica; y se descartó una teoría inicial del sabotaje. La investigación concluyó que la causa probable era "debido a los insumos de control irracionales del capitán después de un completo desconocimiento de la actitud, ya que su IA había funcionado mal. La tripulación no pudo obtener el control basándose en los otros instrumentos de vuelo".
El juez federal de distrito James M. Fitzgerald, en una decisión de 139 páginas emitida el 1 de noviembre de 1985, rechazó los cargos de negligencia contra Boeing Company, Lear Siegler Inc. y la División Collins de Rockwell International Corporation en una demanda relacionada con el accidente. Fue despedido en 1986.